# إلبرت بيرترام هالتوم، الابن
إلبرت بيرترام هالتوم، الابن (بالإنجليزية: Elbert Bertram Haltom, Jr.)‏ (و. 1922 – 2003 م) هو محامي، وقاضي من الولايات المتحدة الأمريكية.